# Fattiga och rika
"Fattiga och rika" är Attentats elfte singel, och femte i en serie av sex singlar, släppta en gång i månaden, vilket föregick albumet Fy fan som släpptes 2012. ”Fattiga och rika kan vara den bästa The Clash stölden det här millenniet”, skrev Nils Hanson i Dagens Nyheter.
Singeln blev snabbt populär, vilket märktes på antal nedladdningar och streamingar samt under Attentats livekonserter. Medverkar gör Mats Jönsson, Magnus Rydman, Cristian Odin, Patrik Kruse, Paul Schöning och Stefan Dafgård (munspel).